# Weißwurstäquator

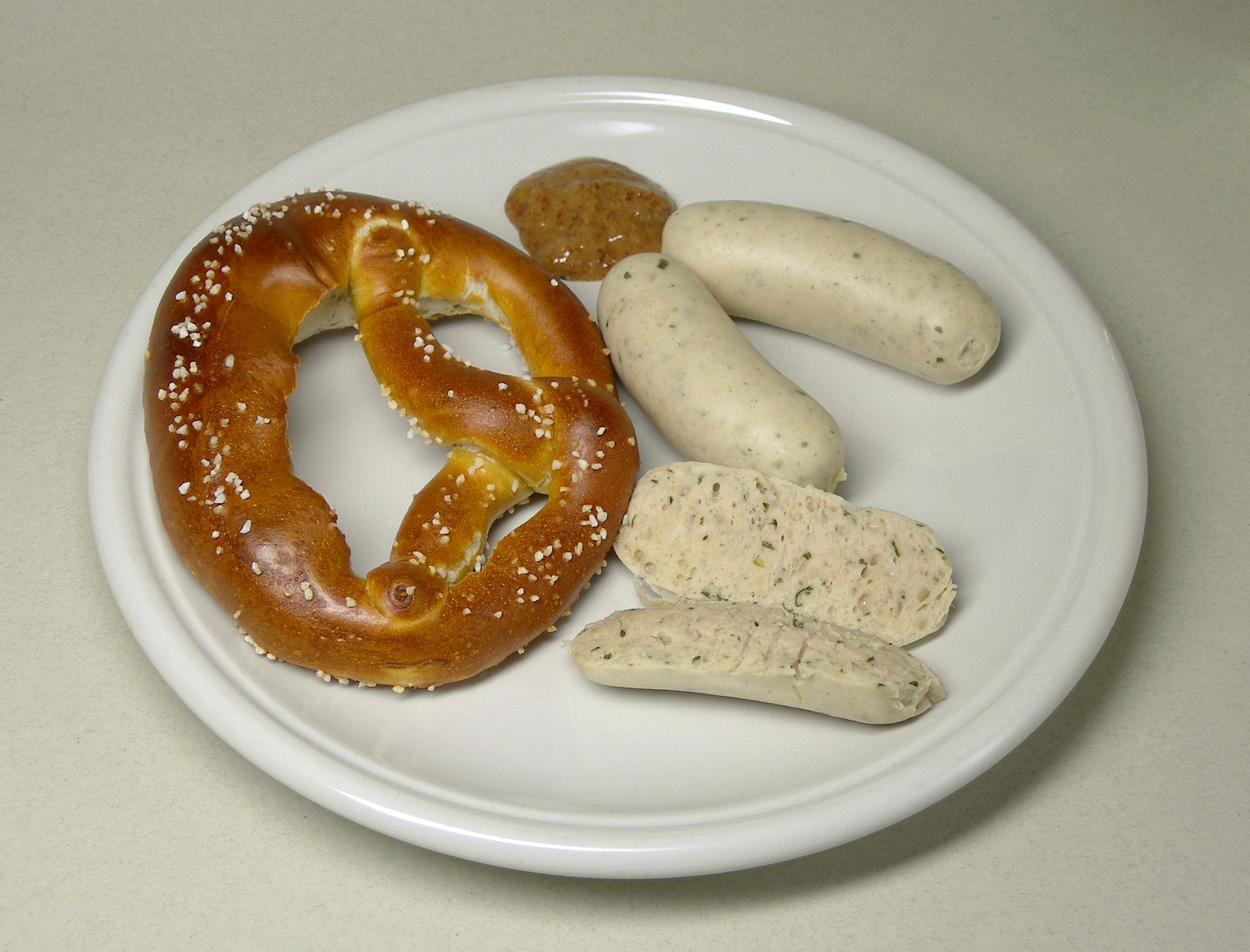
Weißwürste mit Brezn (Brezel) und süßem Senf

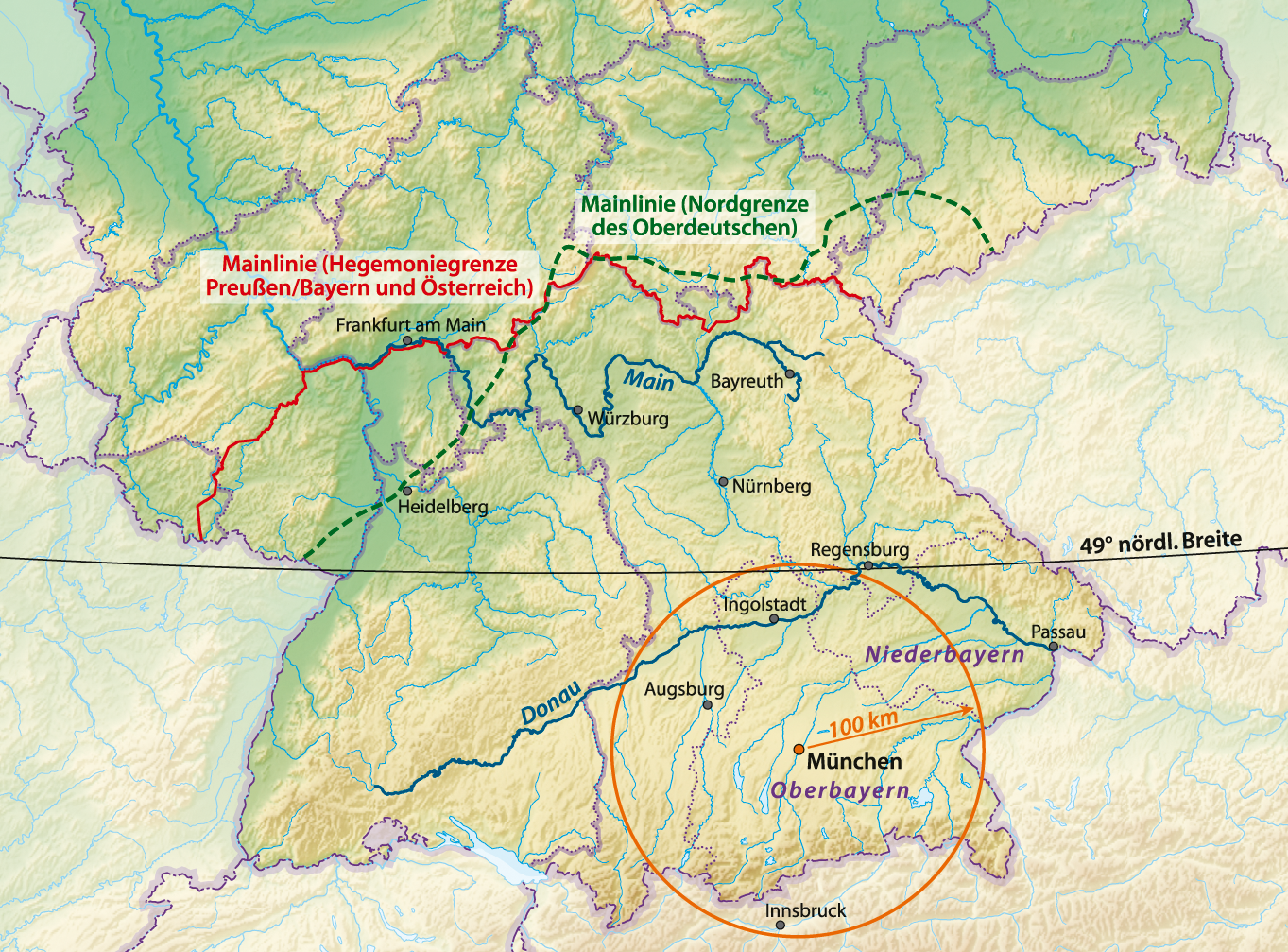
Karte der verschiedenen Definitionen des Weißwurstäquators

Weißwurstäquator (Kompositum aus Weißwurst und Äquator, auch Weißwurstgrenze) ist die scherzhafte Bezeichnung für eine gedachte Kulturgrenze und Isoglosse zwischen Altbayern und dem übrigen Deutschland. Namensgebend ist mit der Weißwurst eines der bekanntesten Wahrzeichen nicht nur der Esskultur Altbayerns.

## Verlauf
Im Allgemeinen wird der Weißwurstäquator entlang der Donau gezogen, was jedoch Teile Niederbayerns, Oberbayerns und den größten Teil des Regierungsbezirks Oberpfalz ausschließt. Gelegentlich wird auch der 49. Breitengrad (nördlich von Ingolstadt) als Weißwurstäquator bezeichnet. 
Von anderen wird eine Mainlinie (ungefähr entlang des Mains) als entsprechende Grenze angesehen: entweder die oberdeutsche nördliche Sprachgrenze („Germersheimer Linie“, „Speyerer Linie“) oder die historisch-politische Hegemoniegrenze Preußens gegen Bayern und Österreich, was neben Altbayern auch Baden-Württemberg und einen Großteil Frankens einschließen würde, wobei sich diese Gegenden kulturell stark voneinander unterscheiden und die namensgebende Weißwurst dort gar nicht beheimatet ist.
Darüber hinaus wird die Bezeichnung auch von Norddeutschen und Mitteldeutschen zur Abgrenzung von den Süddeutschen benutzt. Hier verläuft der Weißwurstäquator zumeist ebenfalls entlang des Mains oder in dessen Nähe.

## Parallelen
- „Karnevalsäquator“ bezeichnet die Linie zwischen den Gebieten, in denen „Alaaf“ bzw. „Helau“ als Fastnachts- bzw. Karnevals-Schlachtruf gebräuchlich ist.[5]
- Eine weitere Sprach- und Kulturgrenze im deutschen Sprachraum ist die „Benrather Linie“ (in Rheinnähe eher die „Uerdinger Linie“) zwischen dem nieder- und mitteldeutschen Sprachraum.
- Ähnliche kulturell-sprachliche Grenzen gibt es in der Schweiz
  - zum einen den „Röstigraben“ zwischen der frankophonen Bevölkerung (Romandie) einerseits und den Deutschschweizern andererseits
  - zum anderen die wesentlich ältere „Brünig-Napf-Reuss-Linie“ aus der Zeit der Einflusssphären der Alamannen und Burgunder.
- Als „Marienäquator“ wird im Oldenburgischen die Grenze zwischen dem evangelisch-lutherischen Landkreis Oldenburg und dem katholischen Oldenburger Münsterland bezeichnet.

## Rezeption
In Zwiesel, das genau auf dem 49. Breitengrad liegt, wurde am 19. Oktober 2013 ein Weißwurstäquator-Denkmal eingeweiht. 

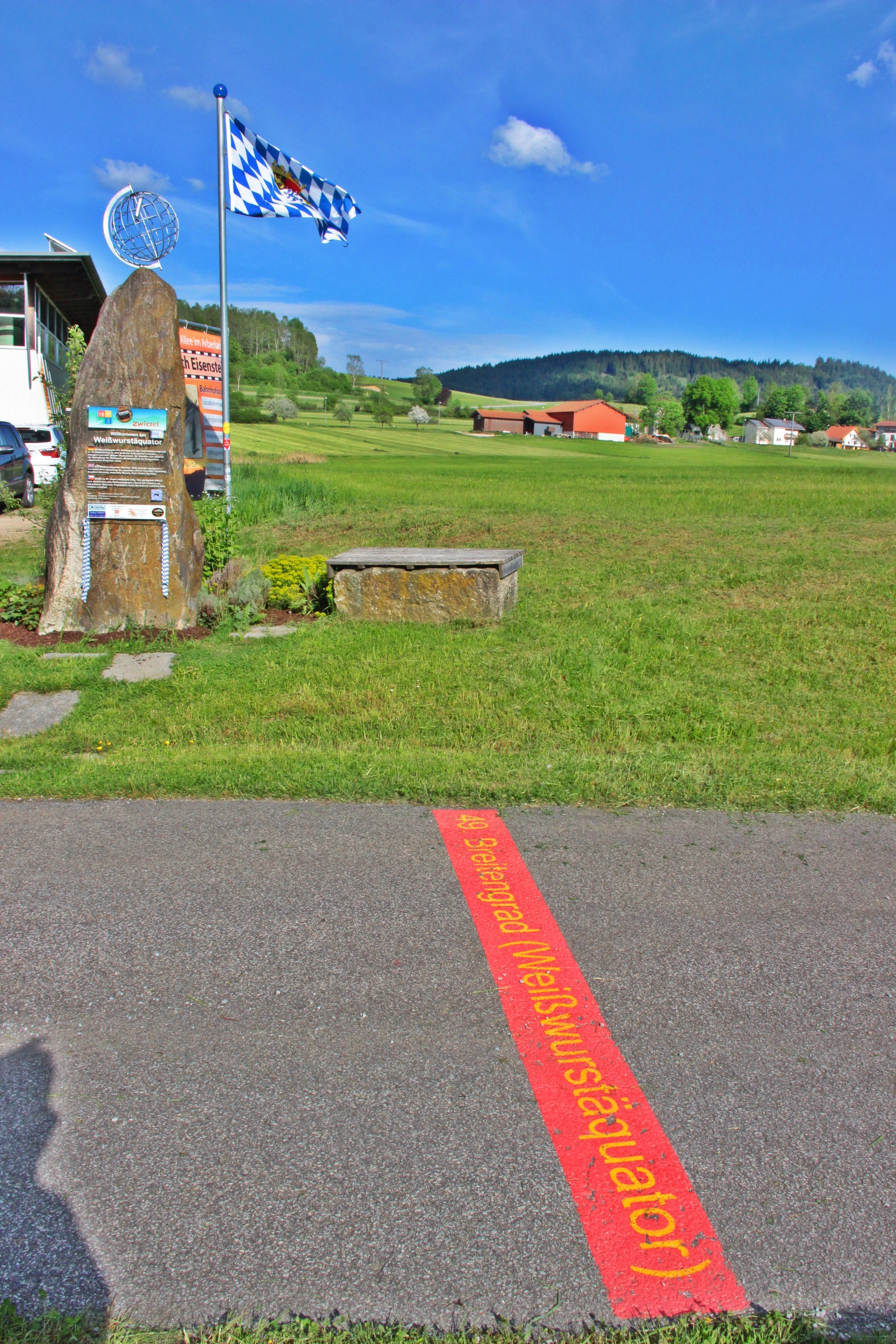
Das Weißwurstäquator-Denkmal. Eine rote Linie kennzeichnet den 49. Breitengrad